# Exe (Flensborg)
 For alternative betydninger, se Exe. (Se også artikler, som begynder med Exe)
Exe eller Eksercerløkke er et kvarter i bydelen Friserbjerg beliggende i det vestlige Flensborg. Kvarteret har sit navn fra Ekserserpladsen (Eksercerløkke), som i daglig tale blev omtalt som Exe. Allerede i middelalderen blev pladsen benyttet til fugleskydning (≈papegøjeskydning) og sammenkomster af borgerskabet. Der blev også handlet med dyr og madvarer. Senere blev pladsen anvendt af omrejsende tivoli eller cirkus. Ekserserpladsen er også stedet hvor nazisternes bogbrænding den 30. maj 1933 fandt sted.
Pladsen skiftede flere gange navn. Fra 1700-tallet kendes den som Rådsherreløkke eller Rådsherrekobbel. Omkring 1800 blev stedet omtalt som Oksetorvet. Senere blev den kaldt for Eksercerløkke (tysk Exerzierslücke). Fra 1849 kendes pladsen også som Ekserserpladsen (Exerzierplatz). I daglig tale blev den til Exe.
Kvarteret omkring pladsen er i dag stort set udbygget med etageboliger i karrébebyggelse. Der bor knap 2.000 indbyggere. På grund af den centrale beliggenhed ved randen af byens centrum er Exe et populært bosted. Exe eller Eksercerløkken afgrænses mod øst af den indre by (Sankt Nikolaj), mod nordvest af Museumsberg og Fredshøj og mod sydøst af Martinsbjerg og Rude. Kvarteret gennemskæres af de to mod vest gående trafikårer Frisergade og Zur Exe (Til Exen).